# ایناپور، تیجاپور
ایناپور، تیجاپور (به انگلیسی: Ainapur, Bijapur) یک روستا در هند است که در کارناتاکا واقع شده‌است.